# Reinheimen nationalpark
Reinheimen nationalpark er en nationalpark som ligger i højfjeldsområdet Reinheimen i Innlandet og Møre og Romsdal fylker i Norge. Parken blev oprettet i 2006, for at «tage vare på et stort, sammenhængende og vildmarkspræget fjeldområde; tage vare på et højfjeldsøkosystem med en egenartet og varieret biologisk mangfoldighed; tage vare på centrale leveområder for vildrenstammen i Ottadalens nordlige del; tage vare på et vigtigt referenseområde for forsking med en øst-vest gradient med stor variationsbredde i forhold til geologi, klima, vegetation og topografi; tage vare på landskabsformer og særprægede geologiske forekomster; tage vare på vandløbsnaturen i området og beskytte kulturminderne»  og den dækker et område på 1.974 km2.
Nationalparken ligger i Rauma, Norddal (Møre og Romsdal), Vågå, Lom, Skjåk og Lesja (Oppland) kommuner ; og den grænser op til værneområdene Finndalen, Ottadalen, Lordalen, Romsdalen, Trollstigen og Tafjord-Reindalen landskapsvernområder samt Brettingsmoen naturreservat.

## Geografi, landskab, geologi
Nationalparken favner om et varieret landskab, fra fjordbunden i Romsdalen via bjergtoppe på over 2.000 meter, til de fladere sæterdale mod nordvest i Gudbrandsdalen. Nordvest i nationalparken ligger det stejle, dramatiske område som Den Norske Turistforening markedsfører som Tafjordfjeldene, med flere toppe omkring 2.000 meter. Nationalparkens centrale del ligger omkring fjeldet Gråhøe (2.014 moh.) mellem Grotli og Lesjaskog. Sydøst i parken, mod Ottadalen ligger Skartind (1.883 moh.) og de andre Rondkollane.
Bjerggrunden består for det meste af gnejs, og det meste af landskabet har klare spor efter istidens landformning.

## Flora og fauna
Floraen er sparsom i store dele af parken, men omkring Slådalsvegen findes et område med kalkholdig grund, med en rig og varieret fjeldflora.
Vildrenen i området har udgangspunkt i ældre tamrenstammer. Området har også en god, jagtbar bestand af fjeldrype og dalrype, og mange sårbare, beskyttede arter: jærv, kongeørn, jagtfalk.

## Kulturminder
Reinheimen har rige spor efter varieret brug: fangstanlæg fra forhistorisk tid og middelalder; og senere sæterdrift og græsninger.

## Forvaltning og brug af området
Det var opsynsmanden Olaf Heitkøtter som i 1974 lanserede navnet Reinheimen. I 1975 fremlagde et udvalg ledet af Eigil Reimers en anbefaling om beskyttelse af et stort område i bjergene mellem Lesja, Trollstigen og Ottadalen, uden at dette blev til noget, blandt andet på grund af vandkraftinteresser i Raumavassdraget. Rauma blev senere varig beskyttet i 1993. Statens naturvernråd foreslog i NOU 1986:13 at værne et kerneområde på ca. 1500 km² som nationalpark, med et landskapsvernområde af tilsvarende størrelse omkring. Begrundelsen var at dette var et af de største urørte områder i Syd-Norge, med varierede beskyttelsesinteresser indenfor geologi, botanik, zoologi og kulturhistorie.
Turistforeningen har flere hytter i Tafjordfjella. I de øvrige områder af nationalparken er der kun lidt tilrettelagt for færdsel.

## Eksterne kilder og henvisninger
1. ↑  Lovdata.no: Værneforskriften
2. ↑  Det meste af parken ligger i Lesja, Rauma og Norddal, mens Skjåk, Lom og Vågå er mindre berørt
3. ↑  Kilde for afsnittet er Fylkesmannen i Møre og Romsdal: Verneplan for Reinheimen Arkiveret 1. december 2008 hos  Wayback Machine

- Olaf Heitkøtter. Reinheimen : fra en fjelloppsynsmanns dagbok. Grøndahl forlag, 1978. ISBN 82-504-0319-3. (Første udgave 1974)
- Forvaltningsplan for Reinheimen – mars 2010 (Kontaktutvalet for Reinheimen)
- Informationsside om Reinheimen nasjonalpark Arkiveret 6. august 2011 hos  Wayback Machine hos Direktoratet for naturforvaltning.
- Kontaktudvalget for Reinheimen – information om verneområdet og forvaltning

62°7′N 8°10′Ø / 62.117°N 8.167°Ø